# 彩冠凤头鹦鹉
，又称米切氏凤头鹦鹉、酋长凤头鹦鹉（得名于它的头冠），是鸚形目鳳頭鸚鵡科鳳頭鸚鵡屬下的一種鳥類。這種鳥類分布在澳大利亚内部省份。与其他类型的凤头鹦鹉相比，该种不够活泼，不易学会各种技巧。成年后可能会具有攻击性。野生状态下同粉红胸凤头鹦鹉、裸眼凤头、长嘴凤头鹦鹉结伴出没。食物包括谷物、水果种子、松果、昆虫幼虫、水果等。3至4岁后可以繁殖，每次产卵2-4颗，孵化期26天，羽化期8周。壽命大約在40歲到60歲之間。2016年全世界最高齡的米切氏鳳頭鸚鵡是美國芝加哥動物園爺爺級的"餅乾"(Cookie)剛過83歲生日。
該物種在分類上有著相對混亂的歷史，曾被獨立為一個屬Lophochroa，但在2023年的世界鸟类学家联合会名錄中，根據其與鳳頭鸚鵡屬其他物種相似的形態、行為和聲音特徵，將其歸回鳳頭鸚鵡屬內。

## 圖片

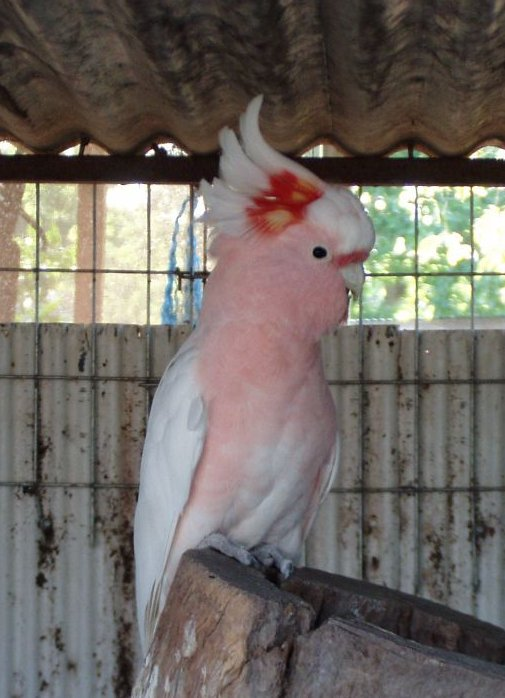
籠內
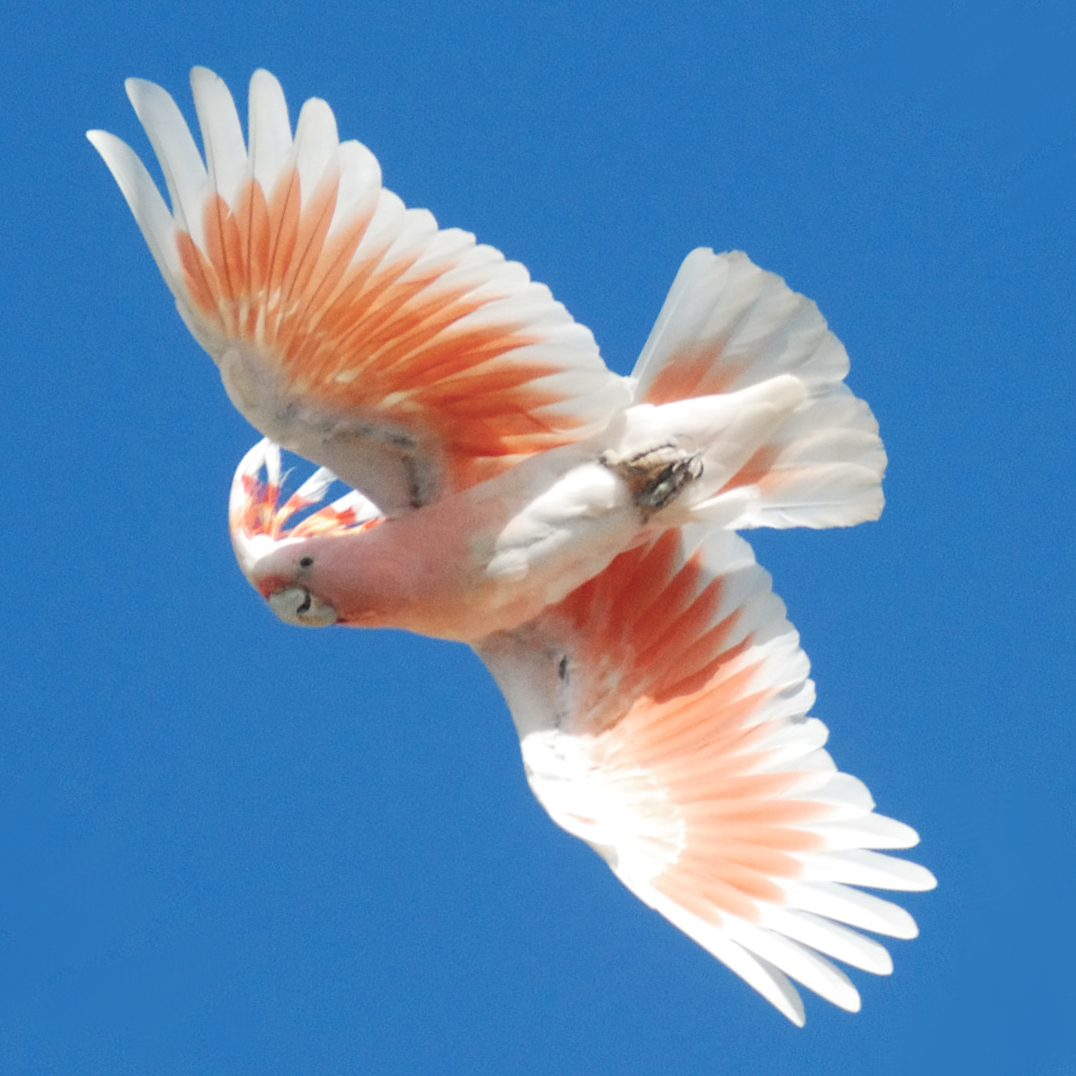
飛翔
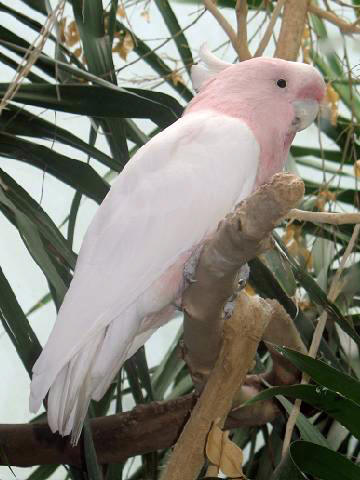
Major Mitchell's cockatoo with supine crest.
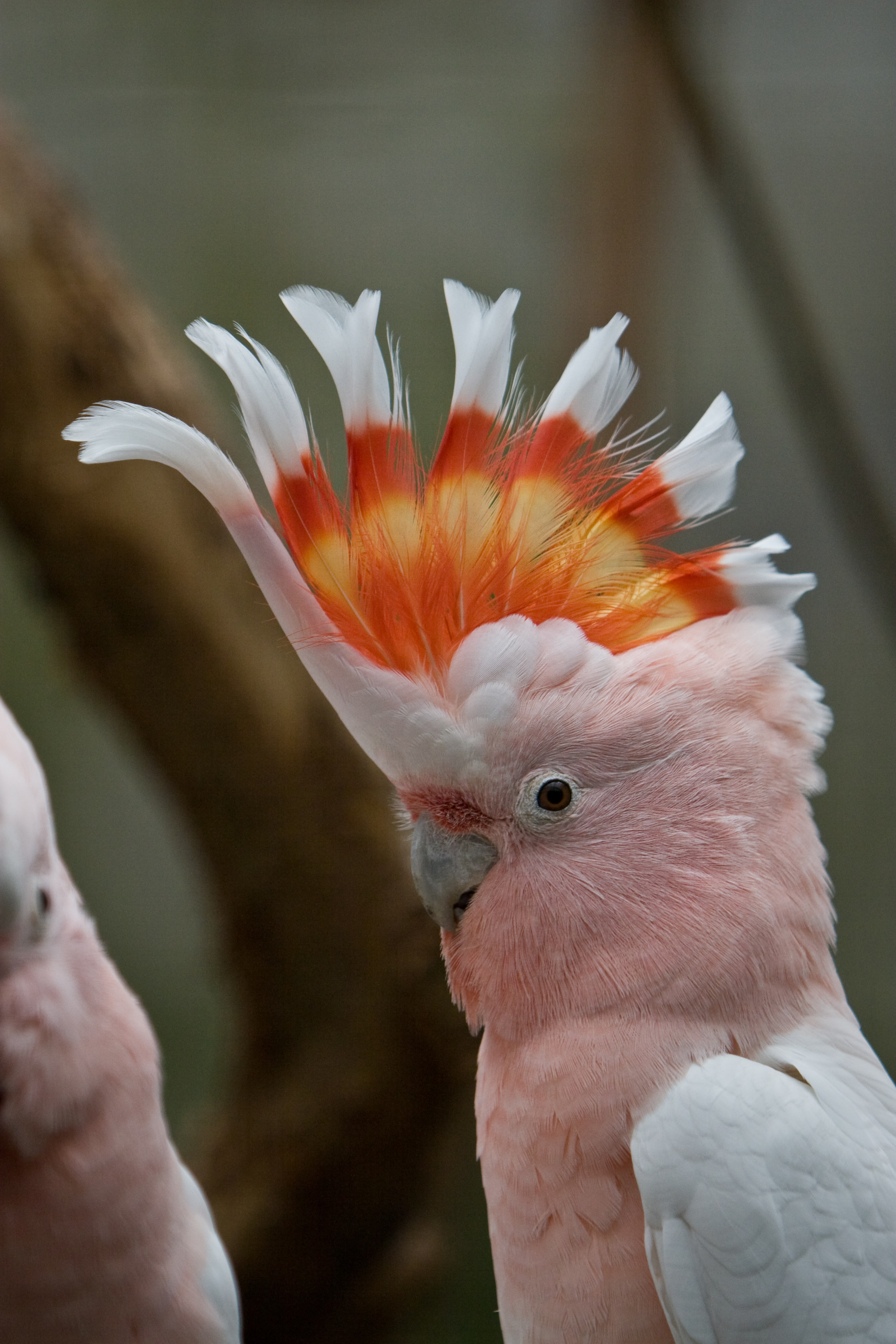
At Artis Zoo, Netherlands

## 延伸閱讀
- Flegg, Jim (2002): Photographic Field Guide: Birds of Australia. Reed New Holland, Sydney & London. ISBN 1-876334-78-9
- Fluffies.org (2006): Zazu the Major Mitchells cockatoo （页面存档备份，存于）. Retrieved 2006-JAN-14.
- Chicago Zoological Society (2009): https://web.archive.org/web/20091009213655/http://www.czs.org/czs/Cookie.aspx

## 外部連結
- Major Mitchell's cockatoo （页面存档备份，存于） at the World Parrot Trust Parrot Encyclopedia
- BirdLife Species Factsheet （页面存档备份，存于）
- 世界最老！阿祖級米切氏鳳頭鸚鵡「餅乾」過83歲生日 （页面存档备份，存于）
- Chicago Zoological Society - Landing （页面存档备份，存于）